# Ha Geun-chan
Ha Geun-chan (* 21. Oktober 1931 in Yŏngch'ŏn, Kyŏngsangbuk-do; † 25. November 2007) ist ein südkoreanischer Schriftsteller.

## Leben
Ha Geun-chan wurde am 22. Oktober 1931 in Yŏngch'ŏn, Provinz Nord-Kyŏngsang geboren und starb am 25. November 2007. Er besuchte die Pädagogische Hochschule Ch'ŏngju und war später als Grundschullehrer tätig. Im Jahr 1954 begann er an der Dong-A University Bauingenieurwesen zu studieren, brach das Studium jedoch 1957 ab.
Noch während seines Studiums, im Jahr 1955, gewann er mit seiner Kurzgeschichte Blutsverwandte (혈육) den "Nationalen Literaturpreis für Studenten". Offiziell debütierte er jedoch erst im Jahr 1957 mit der Erzählung Das Leiden zweier Generationen (수난이대), die in der Hankook Ilbo veröffentlicht wurde. Die literarische Bedeutung dieser Erzählung spiegelt sich unter anderem in ihrer Verwendung in Schulbüchern wider.
Obwohl Ha Geun-chan zu den Autoren der Nachkriegsgeneration gezählt wird, beschäftigt sich seine Literatur nicht wie gewöhnlich mit der Zerstörung von Städten und dem Bewusstsein des Kleinbürgertums. Er verwendet die ländliche Gegend und die einfache Landbevölkerung, um eine andere Dimension der traumatischen Auswirkungen des Koreakrieges darzustellen. Das Leiden zweier Generationen (수난이대) handelt von einem Mann, der seinen Arm im Zweiten Weltkrieg verlor, und seinem Sohn, der aus dem Koreakrieg heimkehrt und ein Bein verloren hat. Beide akzeptieren diese Tragik als ihr Schicksal, mit dem sie zurechtkommen müssen. In Das Königsgrab und die Besatzungstruppen (왕릉과 주둔군) geht es um einen Grabwächter, der versucht die heilige Grabstätte davor zu schützen, als Ort für Prostitution missbraucht zu werden, und der schließlich entsetzt feststellen muss, dass seine eigene Tochter eine sexuelle Beziehung zu einem ausländischen Soldaten hat. 
Auch wenn Ha Geun-chans Charaktere teils lustig oder gar recht begriffsstutzig sind, so besitzen sie doch alle den Willen zum Überleben, die Aufrichtigkeit, Schicksalsschläge zu ertragen, und den Glauben daran, dass alles besser werden kann. Der Autor bleibt dabei seinen Figuren gegenüber stets sympathisch eingestellt und vermeidet es Sentimentalität einzubringen.

## Arbeiten

### Koreanisch
- 홍소 Gelächter (1960)
- 왕릉과 주둔군 Das Königsgrab und die Besatzungstruppen (1963)
- 붉은 언덕 Der rote Hügel (1964)
- 삼각의 집 Das Dreieckshaus (1966)
- 수난이대 Das Leiden zweier Generationen (1957; 1972 als Roman)
- 야호 Nachttopf (1972)
- 흰 종이수염 Weißer Papierbart (1977)
- 산에 들에 Berg und Feld (1984)
- 화가 남궁씨의 수염 Der Bart des Malers Namgung (1988)
- 작은용 Kleiner Drache (1989)
- 여제자 Schülerin (1990)
- 검은 자화상 Schwarzes Selbstportrait (1991)
- 내 영혼이 꿈꾸는 섬 Insel meiner träumenden Seele (1998)
- 내 마음의 풍금 Die Orgel meines Herzens (1999)

### Übersetzungen ins Englische
- The Suffering of Two Generations (수난이대), ASIA Publishers (2013)

## Auszeichnungen
- 1970: 한국문학상 (Koreanischer Literaturpreis)
- 1983: 조연현문학상 (Cho-Yŏnhyŏn-Literaturpreis)
- 1984: 요산문학상 (Yosan-Literaturpreis)
- 1988: 유주현문학상 (Yu Chuhyŏn-Literaturpreis)
- 1998: 보관문화훈장 (Kulturorden in Bronze)